# عمر الطيب الدوش (شاعر سوداني)
عمر الطيب الدوش هو شاعر ومسرحي وفيلسوف غنى للوطن والحبيبة واجج النضال في قلوب شباب الثمانينات من خلال القصائد التي تعبر عن روح الطبقة العاملة الكادحة، تغنى له عدد من الفنانين أمثال الفنان مصطفى سيد أحمد، الفنان محمد وردي  والفنان حمد الريح بأغنية (الساقية) وأغنية (سعاد) التي غناها الفنان عبد الكريم الكابلي التي يقال أن الدوش كتبها في زوجته سعاد وهنالك رواية أخرى أن الدوش كتبها قبل أن يلتقي بها بفترة طويلة، وسحابات الهموم لمصطفى سيد أحمد، وغنى له الموسيقار محمد وردي (بناديها، والود، والحزن القديم وبلد رايح) من المعروف أن أغنية بناديها من الأغاني الرمزية التي كانت سائدة في عهد الرئيس جعفر محمد نميري

## النشأة والميلاد
ولد في العام 1948م بمدينة المتمة قرية والكروماب 
 بولاية نهر النيل في شمال السودان ودرس بها مراحله الأولية  ومنها أنتقل إلى الخرطوم ودرس في معهد الموسيقى والمسرح وتخرج منه في العام1974م وكان ضمن أول دفعة من خريجي المعهد.  
تزوج من الممثلة سعاد محمد الحسن التقاها عندما كان يعمل إستاذاً  بمعهد الدراسات الإضافية في جامعة الخرطوم في العام 1983م  وفي سبتمبر من العام 1986م تزوج منها
وفي فترة الستينيات كان الدوش يعمل معلماً بالمرحلة المتوسطة وقد أشتهر آنذاك بالأغنية التي أداها الموسيقار الراحل محمد وردي وهي أغنية الود وأشرف على توزيع موسيقاه خبير الموسيقي الإيطالي بالقاهرة والذي كان يعمل بالمعهد العالي للموسيقي العربية (كونسيرت فتوار) وإسمه قالب:اندريه رايدر وبعدها لم يغن له وردي قصيدة إلا بعد مرور عدة سنوات، فجاءت (بناديها) تحمل العديد من الرسائل الفلسفية في تلك الحقبة التي كان الضغط فيها عاليا من نظام مايو
أغنية بناديها
ولما تغيب عن الميعاد
بفتش ليها في التاريخ
وأسأل عنها الأجداد
وأسأل عنها المستقبل
اللسه سنينو بعاد
بفتش ليها في اللوحات
محل الخاطر الماعاد
وفي الأعياد
وفي أحزان عيون الناس
وفي الظل الوقف
مازاد.... بناديها

## بعض قصائده
- ضلمت
2 - وطـــــــــن
3 - اتخيلي
4 - حــــــكاية
5 - الحفلة
6 - مرسى النجوم
7 - خطابات في حمى الوطن
8 - بناديـــــها
9 - الود
10 - تاجوج
11 - سؤال؟
12 - الساقية
13 - سحابات الهموم ليل المغنين
14 - محمد ود حنينة
15 - الحزن القديم
16 - طه المدرس ود خدوم
17 - ضل الضحى
18 - مشوار
19 - صالح ود قنعنا
20 -العمدة جابر ود خف الفيل
له ديوان شعر واحد تمت طباعته بعد وفاته يسمى بـ (ليل المغنيين)
أعماله المسرحية
وفي مجال الأعمال المسرحية قام عمر الدوش بتأليف عدد من المسرحيات منها مسرحية  (ياعبدو.. روق) م
نضاله السياسي
  تم إعفائه للصالح العام  وظيفته الأكاديمية كأستاذ بكلية الموسيقي والمسرح (قسم المسرح) وكان ذلك في حقبة التسعينيات أثناء فترة نظام حكم الإنقاذ الوطنيظة.
ونحن إذ نتذكره الآن في ذكري رحيله العشرين فإننا نظل نعيش أجمل مفردات قصائده الفلسفية التي ضمها ديوان شعره الوحيد (ليل المغنين) والذي صدر عقب وفاته بقليل.
ومن قصائده ذات المضمون السياسي أغنية (الساقية) والتي قام بتلحينها الملحن اليمني (ناجي القدسي)
وقد تم تفسيرها بأنها ذات مضامين سياسية بحتة إبان فترة الحكم  المايوي في النصف الأول من سبعينات القرن الماضي، للدرجة أنه صدر قراراً إيقافها في جميع الأجهزة الإعلامية، ذلك  بعد أن تغني بها حمد الريح في سهرة تلفزيونية. ولكن الدوش نفى ذلك  وقال  وقتها أن هذه القصيدة تحكي تصف حياته عندما كان طفلا في شندي يكابد مع أسرته مشاق الحياة .

## وفاته
توفي في منطقة امبدة بمدينة أمدرمان في  10/10/1998م
الحفلة

## بداية الحفلة دلوكة
نهاية الحفلة
متروكةْ
لأي صنم يشيل كرباج
يَجِلْد الحق
يخلي الحفلةْ مرْبوكهْ
نهاية الحفلة متروكه
لاى صبي يهز السيف
ويمْضَغ حسرتو
يلوكهْا
وبين السيف
وبين كرباج
مسافة تودي
أمريكا
(2)
بداية الحفلة
بالدوباي
نهاية الحفلة
بالهبباي
ِِبتمْرُق من قلوب الناس
عقارب
لا فهم لاراي
وتزرع في سما الحفلة
جهاجه وانتباه
وبراح
وتنعش معْشر السِّراي
وتبسط جملة الأفراح
(3)
بداية الحفلة مبديه
ومن وْلَدو الوجع
قامت
وصوت المادح المبلوع
يخربش في الفظا الممنوع
طنين الفاجعة كان
مسموع
ويبدا الكلام
حتجوع
(4)
شنو الجدّ
عشان نتجارى بين القاهرة
وجدة
بين القومة والقعدة
بين الفرهْ والعقدةْ
شنو الجدْ؟
وكنا هجين خيول الريح
تنسد ولاهمَاهَا تنقد
ولا رجعت إذا انسد
اهو المشوار
َوٍكت عرَّش حدانا ندم
براهو اتمطي وامتد
(5)
نهاية الحفلةْ دلوكهْ
نهاية الحفلةْ مبروكهْ
لأنو الحوت َفتَح خشمو
لأنو الزول عِرٍف أسمو
لأنو... لأنو
.............
يأخي أقيف
أهي الأمواج
وداك القيف

## الحزن القديم
ولا الحزن القديم
إنتِ
ولا لون الفرح
إنتِ
ولا الشوق المشيتْ بيهو
وغلبْنى أقيف
وما بِنْتِ
ولا التذكار ولا كُنْتِ
بتطْلَعِى إنتِ من غابات
ومن وديان...
ومنى أنا..
ومِن صحْيَة جروف النيل
مع الموجَهْ الصباحيَّه
ومن شهقَة زهور عطشانَهْ
فوق أحزانهْا
متْكَّيهْ
بتَطْلَعى إنتِ من صوت طِفلَهْ
وسط اللمَّهْ منْسيَّهْ
تَجينى
معاكْ يجينى زمن
أمتِّع نفسى بالدهشَهْ
طبول بتْدُق
وساحات لى فرح نَوّر
وجمّل للحُزن..ممْشى
وتمشي معاي
خُطانا الإلفَهْ والوحشَهْ
وتمشى معاي... وتْرُوحي
وتمشى معاي وسط روحي
ولا البلْقاهو بِعْرِفني
ولا بعرِف معاكْ..روحي
1. ↑  "محطات من حياة عمر الدوش". الراكوبة. 16/10/2011. مؤرشف من الأصل في 2025-06-01. اطلع عليه بتاريخ 27/7/2025. {{استشهاد ويب}}: تحقق من التاريخ في: |تاريخ-الوصول= و|تاريخ= (مساعدة)
2. 1 2 3  "في الذكري العشرين لرحيله: غادر عمر الدوش الدنيا والساقية لسه مدورة .. كتب صلاح الباشا". www.sudanile.com. مؤرشف من الأصل في 2019-12-23. اطلع عليه بتاريخ 2019-12-23.
3. 1 2  "10..10..10 .. عمر الطيب الدوش له الرحمه". sudaneseonline.com. 10 أكتوبر 2008. مؤرشف من الأصل في 2017-07-26. اطلع عليه بتاريخ 2019-12-23.